# غاولايتر

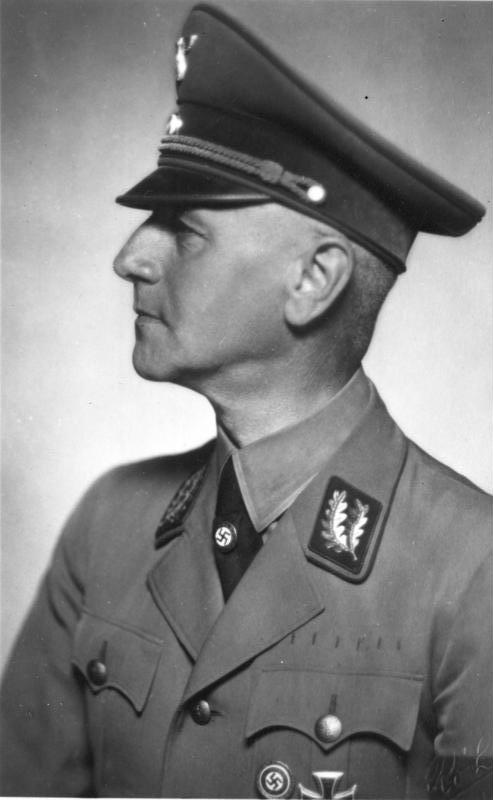
يواكيم ألبريشت إيجلينج هو نازي من ولاية سكسونيا وأنهالت و Oberpräsident في مقاطعة هالي-مرسيبورغ.

غاوليتر تُلفظ بالألمانية: [ˈɡaʊlaɪtɐ]) هو زعيم الحزب لفرع إقليمي للحزب النازي أو رئيس جاو أو رايخسجاو. يمكن أن تكون الكلمة مفردة أو جماعية، حسب سياقها. كان غوليتر ثاني أعلى رتبة شبه عسكرية في صفوف الحزب النازي، تابعًا فقط إلى أعلى درجة في الرايخ سليتر وإلى منصب الفوهرر. خلال الحرب العالمية الثانية، تم الحصول على رتبة غوليتر فقط عن طريق التعيين المباشر من أدولف هتلر.

## التاريخ

### الإنشاء والاستخدام المبكر

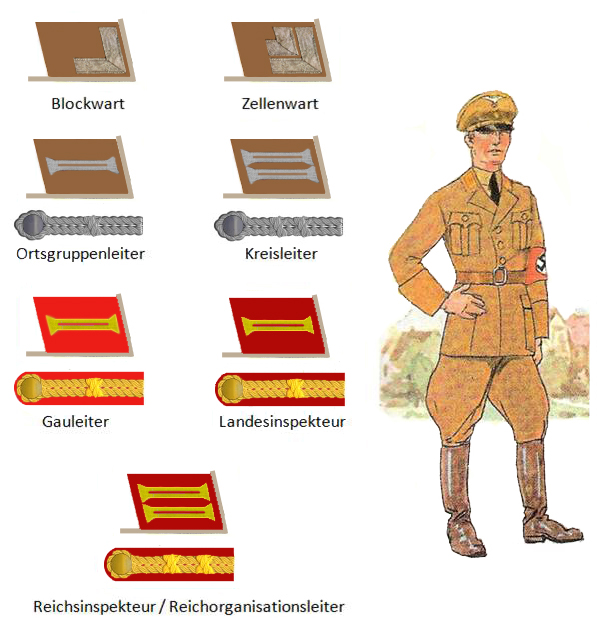
شارة الحزب النازي المبكرة من عام 1930، والتي تُظهر شارة التصنيف الأولى لكوليتر (يسار الوسط، خلفية حمراء).

أول استخدام لمصطلح غوليتر من قبل الحزب النازي كان في عام 1925 بعد أن قام أدولف هتلر بتجديد الحزب النازي في أعقاب فشل انقلاب بير هول. الاسم مشتق من الكلمة الألمانية غاو ولايتر (تعني زعيم). كلمة غاو هي مصطلح قديم لمنطقة الرايخ الألماني. تم تقسيم مملكة الفرنجة والإمبراطورية الرومانية المقدسة إلى Gaue (صيغة الجمع من Gau) ، والتي تتوافق تقريبًا مع الكلمة الإنجليزية "shire". لا يزال قيد الاستخدام اليوم في بعض المناطق في بلجيكا وسويسرا، وفي ولايات راينلاند بالاتينات الألمانية الحديثة وبادن فورتمبيرغ وبافاريا (انظر:جاو).

## قائمة المراجع
- Großer Atlas zur Weltgeschichte. Braunschweig: Westermann. 1985. ISBN:3-14-100919-8.  Großer Atlas zur Weltgeschichte. Braunschweig: Westermann. 1985. ISBN:3-14-100919-8.  Großer Atlas zur Weltgeschichte. Braunschweig: Westermann. 1985. ISBN:3-14-100919-8.
- مايكل د. ميلر وأندرياس شولز: غوليتر: الزعماء الإقليميون للحزب النازي ونوابهم، 1925-1945 ، المجلد الأول (هربرت ألبريشت - هـ. فيلهلم هاتمان) . ر. جيمس بندر للنشر، 2012 ، (ردمك 1-932970-21-5) .
- مايكل د. ميلر وأندرياس شولز: غوليتر: الزعماء الإقليميون للحزب النازي ونوابهم، 1925-1945 ، المجلد الثاني (جورج جويل - الدكتور بيرنهارد روست) . ر. جيمس بندر للنشر، 2017 ، (ردمك 1-932970-32-0) .